# Sex (llibre)
Sex és un llibre de taula escrit per l'artista nord-americana Madonna amb fotografies de Steven Meisel sota la coordinació del director artístic Fabien Baron. Va ser editat per Glenn O'Brien i publicat el 21 d'octubre de 1992 per Warner Books en conjunt amb Callaway Books i Maverick,l'empresa d'entreteniment multimèdia fundada per Madonna, de la qual Sex va ser el seu primer llançament. Es va posar a la venda juntament amb un còmic i un senzill en CD inèdit anomenat "Erotic", coincidint amb el llançament del cinquè àlbum d'estudi de la intèrpret, Erotica, que es va llançar un dia abans. A Sex, Madonna es fa dir "Mistress Dita" en homenatge a l'actriu alemanya Dita Parlo. Tony Ward, Naomi Campbell, Isabella Rossellini, Big Daddy Kane, Vanilla Ice, Joey Stefano, Udo Kier i Tatiana von Fürstenberg fan cameos en el llibre.
Sex va rebre crítiques negatives contundents per part dels mitjans de comunicació, conservadors morals i grups feministes "anti-pornografia", ja que inclou imatges sexualment explícites i provocadores, catalogant-se per molts com a "hardcore". També va patir boicot per part de alguns simpatitzants catòlics i llibreries als Estats Units, mentre que al Japó es va prohibir la seva distribució. No obstant això, Sex va resultar ser un èxit comercial sense precedents. Es va col·locar com a número u a la llista dels llibres més venuts de The New York Times i, en qüestió de tres dies, havia venut més de 1,5 milions d'exemplars arreu del món, convertint-se automàticament en el llançament més important en l'àmbit editorial d'aquell any. Actualment, continua sent el coffee table book més venut de tots els temps.
L'obra "Sex" de Madonna va generar un debat sense precedents a nivell mundial entre periodistes, acadèmics, fans i detractors durant la seva publicació i els anys següents. Va tenir un impacte enorme en la cultura sexual i política de la dècada dels 90, ja que va trencar tabús i es va convertir en un producte comercial popular. Malgrat les crítiques inicials, amb el temps ha rebut elogis de diversos mitjans. Es considera que aquesta publicació va introduir Madonna en la indústria pornogràfica i la va consagrar com un icònic artefacte de la cultura pop.

## Censura
El llibre "Sex" de Madonna va ser objecte de censura i prohibicions en diferents parts del món, especialment als Estats Units i al Japó. Les seves imatges sexualment explícites i provocadores van generar una gran controvèrsia i van provocar una forta reacció per part dels mitjans de comunicació, grups conservadors i alguns sectors feministes.
Als Estats Units, el llibre va ser objecte de boicots i la seva distribució va ser limitada. Algunes llibreries es negaven a vendre'l o només el posaven a disposició dels clients darrere del taulell de vendes. A més, algunes comunitats religioses, especialment catòliques, van expressar el seu rebuig al llibre i van demanar la seva prohibició.
Al Japó, el llibre va ser prohibit i la seva distribució va ser bloquejada per les autoritats. Les imatges considerades obscenes van ser considerades inapropiades i contràries a les normes de la societat japonesa.
La censura i les prohibicions del llibre van generar un intens debat sobre la llibertat d'expressió, els límits de l'art i la censura de contingut sexual en la societat. Hi va haver defensors que argumentaven que el llibre era una forma d'expressió artística lliure i que no havia de ser censurat, mentre que altres consideraven que les seves imatges eren ofensives i indecents.
Malgrat la censura, "Sex" va aconseguir convertir-se en un fenomen comercial sense precedents. Va vendre milions de còpies i es va convertir en un dels llibres més venuts de tots els temps. Amb el pas del temps, ha estat revisitat i valorat des d'una perspectiva històrica i artística, sent considerat com una obra que va trencar barreres i va desafiar les normes establertes en relació amb la sexualitat i l'art.

## Recepció i crítica
El llibre "Sex" de Madonna va rebre una recepció extremadament polaritzada i crítica després del seu llançament. La seva naturalesa sexualment explícita i les imatges provocadores van generar una controvèrsia massiva i van ser objecte d'una àmplia gamma d'opinions i reaccions.
D'una banda, el llibre va ser aclamat per alguns com una obra d'art provocadora que explorava temes de sexualitat, poder i autenticitat. Es va elogiar la seva estètica visual, la seva subversió de les normes sexuals convencionals i la seva valentia per desafiar tabús i convencions establertes. Hi havia qui considerava que "Sex" era una expressió lliure de la sexualitat i la llibertat personal de Madonna com a artista.
D'altra banda, el llibre va rebre fortes crítiques per la seva representació de la sexualitat i la seva visió controvertida. Va ser objecte de condemnes per part de grups conservadors, feminists anti-pornografia i altres sectors de la societat que el consideraven ofensiu, obscè o degradant per a la imatge de les dones. Es va argumentar que "Sex" reforçava estereotips sexuals i objectificava les dones, i que les imatges explícites eren una forma de pornografia i no d'art.
Els mitjans de comunicació també van tenir opinions dividides sobre el llibre. Algunes publicacions el van considerar una obra de valor artístic, mentre que altres van condemnar-lo com a vulgar o inapropiat. L'extensió de la cobertura mediàtica sobre el llibre i les seves imatges sexuals va generar un debat públic i una gran atenció als mitjans de comunicació.
En general, tot i la controvèrsia i les crítiques, "Sex" va aconseguir un èxit comercial sense precedents. Va esgotar ràpidament les seves primeres edicions i es va convertir en un dels llibres més venuts de tots els temps. A més, al llarg dels anys, ha estat revisitat i reavaluat per acadèmics i crítics culturals, que l'han considerat una obra influent que va desafiar les convencions i va marcar un abans i un després en la cultura sexual i política de la dècada de 1990.